# 石瑩玉
石莹玉（？—？），字崑仲，陕西延安府甘泉县人，明末清初官员。

## 生平
天啓七年（1627年）丁卯科陕西乡试舉人，十三年（1640年）庚辰科進士，户部观政，本年授山西曲沃县知县。